# Flink (München)

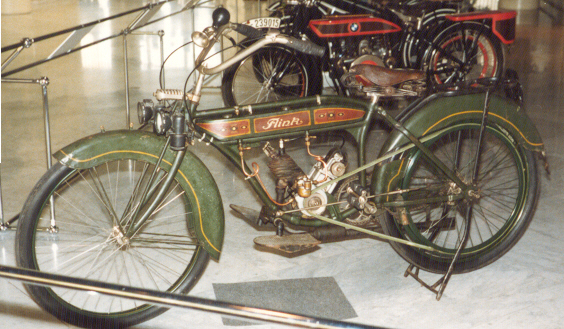
Flink uit 1920

Flink is een Duits historisch merk van motorfietsen.
De bedrijfsnaam was: Bayerische Flugzeug Werke AG, München.
Met de Flink zette de latere BMW-fabriek in 1920 haar eerste stappen op de motorfietsmarkt. De Flink had een 147 cc-tweetaktmotor, die bij Kurier (Hanfland) in Berlijn was ontwikkeld. De Flink was geen succes en verdween in 1922. Pas in 1923 zou BMW een motorfiets onder eigen merknaam uitbrengen.